# Aw (dwuznak)
Aw – dwuznak składający się z liter A oraz W. Występuje w ortografii języka angielskiego. Oznacza dźwięk polskiego o wymawianego w iloczasie. W międzynarodowej transkrypcji fonetycznej IPA oznaczany jest symbolem [ɔː].